# Выборы в Законодательное собрание Амурской области (2011)
Выборы депутатов Законодательного собрания Амурской области шестого созыва состоялись досрочно 4 декабря 2011 года, одновременно с выборами в Государственную думу Российской Федерации. Прошли по пропорциональной системе. Кандидаты выдвигались только по партийным спискам. Число избираемых депутатов, как и на прошлых выборах — 36.
В выборах участвовали только 6 из 7 зарегистрированных на тот момент политических партий («Яблоко» не успела подать документы в Избирательную комиссию Амурской области для участия до 19 октября 2011 года).
Партийный список партии ЛДПР, возглавлял её лидер — Владимир Жириновский, а партийный список партии КПРФ возглавлял депутат Государственной думы России, член ЦК КПРФ — Дмитрий Новиков.
Проходной барьер был установлен на уровне 7 %, однако партии набравшие от 5 % до 7 % голосов избирателей могли рассчитывать на один мандат.
По результатам выборов в Законодательном собрании сформировались 4 фракции: «Единая Россия», ЛДПР, КПРФ, «Справедливая Россия».

## Подготовка и предвыборная гонка
7 июля 2011 года были приняты поправки о выборах в Законодательное собрание (закон N 492-ОЗ «О выборах депутатов Законодательного Собрания Амурской области»).
О проведении выборов было объявлено 3 сентября 2011 года.
В октябре 2011 года все региональные отделения партий подали списки для участия в выборах.
19 октября 2011 года с предвыборной гонки сошла партия «Яблоко», которая не подала нужные документы для участия. Представители регионального отделения партии объявили о давлении на них.
20 октября 2011 года в Общественную палату Амурской области были приглашены представители всех 7 региональных отделений партий для подписания договора «За чистые и честные выборы» предложенный Амурским региональным отделением партии «Единая Россия», на заседание явились, только 6 партий (не явилась «Справедливая Россия»). Договор подписали, только 3 партии: «Единая Россия», «Правое Дело» и «Патриоты России».
Во время всей предвыборной кампании, оппозиция говорила о том, что на них оказывают давление, однако и лидер амурских единороссов — Николай Савельев и руководитель фракции Единая Россия — Ольга Лысенко, после проведения выборов объявили о том, что оппозиция применила «агрессивную» и даже «давящую» политическую рекламу.
2 декабря 2011 года состоялось последнее заседание Законодательного собрания пятого созыва.

### Участники
До 19 октября 2011 года партийные списки выдвинули все 7 зарегистрированных политических партий, однако 19 октября 2011 года с предвыборной гонки сошла партия «Яблоко». Таким образом, в выборах участвовали 6 партий: КПРФ, ЛДПР, «Справедливая Россия», «Патриоты России», «Единая Россия», «Правое дело».
| партия              | лидеры списка                                                                                    | статус             |
| ------------------- | ------------------------------------------------------------------------------------------------ | ------------------ |
| КПРФ                | Дмитрий Новиков — Станислав Горянский — Анатолий Белоногов                                       | зарегистрирован    |
| ЛДПР                | Владимир Жириновский — Иван Абрамов — Александр Дроздов — Андрей Лушпей — Сергей Абрамов         | зарегистрирован    |
| Справедливая Россия | Галина Буслова — Дмитрий Жаровский — Александр Степанов — Вадим Фисенко                          | зарегистрирован    |
| Патриоты России     | Владимир Кулинич — Валентина Потапенко — Алексей Кравчук                                         | зарегистрирован    |
| Единая Россия       | Николай Савельев — Геннадий Зражевский — Ольга Лысенко — Павел Масловский — Александр Нестеренко | зарегистрирован    |
| Правое Дело         | Виктор Черемисин — Евгений Дуюнов — Виктор Долгополов — Александр Богдашкин — Сергей Пузиков     | зарегистрирован    |
| Яблоко              | Виктор Хахин — Наталья Калинина — Аршалуйс Аракелян — Владимир Косогов — Марина Гайдай           | не зарегистрирован |

Примечания к таблице:
1. Порядок распределения списков кандидатов зарегистрированных партий расположен в том же порядке, как и в избирательном бюллетене.
2. Жирным выделены лидеры списка отказавшиеся от мандатов.
3. Курсивом выделены лидеры списка, которые выбыли из её рядов после регистрации.

## Явка избирателей
Явка избирателей составила 53,6 %.

## Результаты
По данным избирательной комиссии Амурской области, в результате выборов в законодательное собрание прошли 4 партии: «Единая Россия», ЛДПР, КПРФ, «Справедливая Россия», это на одну больше, чем в прошлом созыве (в прошлом созыве не была представлена «Справедливая Россия»).
«Единая Россия» заняла первое место, при этом она потеряла 8 мандатов и общее число мандатов этой фракции составила 17 из 36, то есть менее половины мест.
ЛДПР заняла второе место, увеличив вдвое своё присутствие в Законодательном собрании (с 4 мандатов до 8 мандатов). Список партии получил 21,29 %, это наилучший результат партии на выборах в региональные парламенты, которые проходили в рамках Единого дня голосования.
КПРФ заняла только третье место, коммунисты незначительно улучшили свой результат и увеличили своё присутствие только на 1 мандат (с 7 до 8 мандатов).
«Справедливая Россия» по сравнению с прошлыми выборами смогла преодолеть 7 % барьер и сформировать фракцию в составе 3 человек.
Партии «Патриоты России», «Правое дело» не преодолели барьер и не получили право сформировать фракцию.
Лидер регионального отделения партии «Единая Россия» — Николай Савельев, после избрания его спикером Законодательного собрания Амурской области (его кандидатуру поддержала в полном составе «Справедливая Россия»), сказал, что «Единая» и «Справедливая Россия» могут составить коалицию, то есть возможное большинство, однако руководитель фракции «Справедливая Россия» — Галина Буслова опровергла о возможности существования коалиции. Таким образом на конец 2011 года в новоизбранном Законодательном собрании официально не появилось коалиций.
| Место                      | Место                      | Партия                     | Голоса  | %       | Мест в Законодательном собрании | Сравнительно с выборами 2008 года (в %) | Сравнительно с выборами 2008 года (в %) |
| Место                      | Место                      | Партия                     | Голоса  | %       | Мест в Законодательном собрании | Абсолютная разница                      |                                         |
| -------------------------- | -------------------------- | -------------------------- | ------- | ------- | ------------------------------- | --------------------------------------- | --------------------------------------- |
|                            | 1.                         | «Единая Россия»            | 154 825 | 44,21 % | 17                              | ▼ 18,22                                 |                                         |
|                            | 2.                         | ЛДПР                       | 74 535  | 21,29 % | 8                               | ▲ 10,28                                 |                                         |
|                            | 3.                         | КПРФ                       | 69 254  | 19,78 % | 8                               | ▲ 2,24                                  |                                         |
|                            | 4.                         | «Справедливая Россия»      | 31 263  | 8,93 %  | 3                               | ▲ 3,45                                  |                                         |
|                            |                            |                            |         |         |                                 |                                         |                                         |
|                            | 5.                         | «Патриоты России»          | 8 683   | 2,48 %  | 0                               | не участвовали                          |                                         |
|                            | 6.                         | «Правое дело»              | 3 674   | 1,05 %  | 0                               | партии не существовало                  |                                         |
| Недействительные бюллетени | Недействительные бюллетени | Недействительные бюллетени | 7 932   | 2,26 %  | —                               | ▲ 0,13                                  |                                         |
| Всего                      | Всего                      | Всего                      | 350 166 | 100 %   | 36                              | —                                       |                                         |

### Результаты выборов по избирательным округам
| Округ                                        | ЕР      | ЛДПР    | КПРФ    | СР      | ПР     | ПД     |
| -------------------------------------------- | ------- | ------- | ------- | ------- | ------ | ------ |
| Архаринский                                  | 52,53 % | 18,02 % | 15,68 % | 8 %     | 2,31 % | 1,02 % |
| Белогорский                                  | 44,48 % | 22,86 % | 20 %    | 7,81 %  | 1,73 % | 0,67 % |
| Благовещенский                               | 48,4 %  | 21,18 % | 16,85 % | 6,71 %  | 2,34 % | 1,07 % |
| Бурейский                                    | 43,74 % | 22,54 % | 18,83 % | 10,07 % | 1,99 % | 0,84 % |
| Завитинский                                  | 42,04 % | 19,5 %  | 22,95 % | 9,03 %  | 3,09 % | 0,86 % |
| Зейский                                      | 51,62 % | 20,69 % | 15,74 % | 8,01 %  | 1,65 % | 0,64 % |
| Зейский городской                            | 37,16 % | 22,58 % | 18,51 % | 13,85 % | 4,08 % | 1,21 % |
| Ивановский                                   | 50,65 % | 19,09 % | 18,47 % | 7,98 %  | 1,46 % | 0,76 % |
| Константиновский                             | 53,23 % | 15,97 % | 18,2 %  | 7,78 %  | 1,63 % | 0,87 % |
| Магдагачинский                               | 44,56 % | 22,97 % | 17,78 % | 8,29 %  | 2,19 % | 0,57 % |
| Мазановский                                  | 56,68 % | 17,34 % | 12,07 % | 8,75 %  | 1,91 % | 0,81 % |
| Михайловский                                 | 44,76 % | 18,84 % | 24,71 % | 6,4 %   | 2,01 % | 0,72 % |
| Октябрьская                                  | 54,96 % | 18,89 % | 15,28 % | 5,65 %  | 1,63 % | 0,68 % |
| Райчихинский городской                       | 36,33 % | 22,62 % | 24,33 % | 9,72 %  | 2,85 % | 0,76 % |
| Ромненский                                   | 57,63 % | 17,9 %  | 12,8 %  | 7,81 %  | 1,28 % | 0,61 % |
| Свободненский                                | 55,31 % | 17,67 % | 14,47 % | 8,58 %  | 1,73 % | 0,48 % |
| Селемджинский                                | 47,71 % | 22,01 % | 14,89 % | 9,69 %  | 2,55 % | 0,74 % |
| Серышевский                                  | 46,64 % | 22,86 % | 18,47 % | 7,45 %  | 1,69 % | 0,64 % |
| Сковородинский                               | 51,5 %  | 18,86 % | 15,99 % | 8,54 %  | 2,69 % | 0,54 % |
| Тамбовский                                   | 49,48 % | 19,42 % | 20,15 % | 6,41 %  | 1,25 % | 0,62 % |
| Тындинский                                   | 72,02 % | 12,34 % | 6,7 %   | 4,18 %  | 2,35 % | 0,63 % |
| Тындинский городской                         | 40,98 % | 21,65 % | 20,27 % | 10,79 % | 2,92 % | 1,58 % |
| Углегорский поселковый                       | 45,39 % | 27,21 % | 13,37 % | 8,41 %  | 2,27 % | 0,57 % |
| Шимановский                                  | 63,42 % | 16,37 % | 10,72 % | 6,21 %  | 0,95 % | 0,43 % |
| Шимановский городской                        | 44,44 % | 22,19 % | 18,45 % | 9,61 %  | 2,31 % | 0,75 % |
| пгт Прогресс                                 | 35,14 % | 26,78 % | 23,46 % | 6,96 %  | 3,22 % | 0,8 %  |
| Белогорск-Северный                           | 36,8 %  | 19,44 % | 23,85 % | 11,75 % | 4,97 % | 1,21 % |
| Белогорск-Центральный                        | 47,6 %  | 21,17 % | 17,58 % | 8,58 %  | 2,62 % | 0,77 % |
| Белогорск-Южный                              | 50,1 %  | 20,1 %  | 15,87 % | 8,92 %  | 2,22 % | 0,89 % |
| Благовещенск-Восточный                       | 32,87 % | 22,14 % | 28,4 %  | 9,22 %  | 3,63 % | 1,8 %  |
| Благовещенск-Амурский                        | 27,08 % | 25,9 %  | 28,6 %  | 10,72 % | 3,61 % | 2,04 % |
| Благовещенск-Западный                        | 36,04 % | 23,77 % | 24,89 % | 8,66 %  | 2,89 % | 1,85 % |
| Благовещенск-Зейский                         | 33,28 % | 22,42 % | 25,95 % | 10,81 % | 3,39 % | 1,74 % |
| Благовещенск-Центральный                     | 30,89 % | 30,01 % | 22,92 % | 9,59 %  | 2,74 % | 1,46 % |
| Благовещенск-Пограничный                     | 35,1 %  | 23,84 % | 24,44 % | 10,27 % | 2,94 % | 1,39 % |
| Благовещенск-Микрорайон                      | 30,48 % | 24,05 % | 27,68 % | 11,79 % | 2,68 % | 1,63 % |
| Благовещенск-Северный                        | 35,29 % | 28,5 %  | 20,34 % | 9,49 %  | 2,17 % | 2,4 %  |
| Свободный-Северный                           | 48,6 %  | 19,81 % | 17,45 % | 7,78 %  | 2,6 %  | 0,93 % |
| Свободный-Центральный                        | 45,17 % | 17,09 % | 21,43 % | 11,73 % | 2,14 % | 0,96 % |
| Свободный-Южный                              | 47,53 % | 19,28 % | 18,38 % | 9,51 %  | 2 %    | 0,69 % |
| Бурейский районный (Малиновский с/совет)     | 54,76 % | 17,03 % | 14,87 % | 9,02 %  | 1,27 % | 0,64 % |
| Михайловский район (Воскресеновский с/совет) | 51,98 % | 18,84 % | 18,24 % | 4,56 %  | 3,65 % | 0,91 % |
| Мазановский район (Майский с/совет)          | 40,24 % | 23,9 %  | 15,14 % | 8,37 %  | 3,59 % | 1,59 % |

Данные Центральной избирательной комиссии Российской Федерации

## Интересные факты
- 1 декабря 2011 года во время дебатов на АОТВ между Виктором Черемисиным и Романом Кобызовым произошла словесная перепалка. В результате чего Черемисин облил водой Кобызова, на что Кобызов ответил тем же. Данный прецедент вызвал резонанс в блогосфере Амурской области.[6]